# شهرستان قوستانای
شهرستان قوستانای (به قزاقی: Қостанай ауданы، قوستاناي اۋدانى) یک شهرستان در قزاقستان است که در استان قوستانای واقع شده‌است. شهرستان قوستانای ۶۸٬۹۱۴ نفر جمعیت دارد.
شهر قوستانای، مرکز استان قوستانای، درون حوزهٔ اداری این شهرستان واقع شده است، اما از نظر اداری، از این شهرستان مستقل بوده و «شهر در سطح شهرستان» می باشد.